# Don Gilmore
Don Gilmore (...) è un produttore discografico statunitense.
È noto soprattutto per aver prodotto i primi due album in studio dei Linkin Park, Hybrid Theory e Meteora. Gilmore ha prodotto anche alcuni lavori di Lacuna Coil, Lit, Dashboard Confessional, Escape the Fate, Avril Lavigne, Eve 6, Good Charlotte, TRUSTcompany, Duran Duran, Your Name Here..., Hollywood Undead, Scary Kids Scaring Kids.
Collabora con il gruppo metalcore Bullet for My Valentine e ha prodotto il quarto album dei Three Days Grace.